# Annita van Iersel
Anna Johanna Maria van Iersel (Oisterwijk, 5 ottobre 1948) è una pittrice olandese naturalizzata australiana.
Moglie di Paul Keating, primo ministro dell'Australia fra il 1991 ed il 1996, ha avuto un ruolo di primo piano nella vittoriosa candidatura di Sydney ad ospitare i Giochi della XXVII Olimpiade. 
Dopo la separazione dal marito nel 1998, si è dedicata alla pittura, ottenendo un Master of Fine Arts nel 2001 presso l'Australian National School of Arts. Nel 2008 è stata la protagonista di una mostra di sue opere, dipinti ad olio su lino Belga, creati nel suo studio sul fiume Hawkesbury.